# Flore (restaurant)
Flore is een restaurant in Amsterdam gevestigd in De L'Europe, de chef-kok is Bas van Kranen. Bij de uitreiking van de Michelinsterren voor 2022 werd Flore onderscheiden met twee Michelinsterren.

## Locatie
Het restaurant is gevestigd in het centrum van Amsterdam, aan het Rokin. De eetgelegenheid maakt onderdeel uit van hotel De L'Europe Amsterdam. Voor Flore er zijn intrek nam was het met twee Michelinsterren onderscheiden restaurant Bord'Eau er gevestigd.

## Geschiedenis

### Beginjaren
Chef-kok Bas van Kranen deed ervaring op bij onder andere De Leuf. Daarna werkte hij bij Bord'Eau, het restaurant dat hiervoor gevestigd was op de locatie van Flore. In januari 2018 namen de toenmalige chefs Richard van Oostenbrugge en Thomas Groot afscheid en werd Van Kranen eindverantwoordelijk over de keuken. In september 2021 sloot Bord'Eau en opende Bas van Kranen het nieuwe restaurant.

### Erkenning
In mei 2022, tijdens de uitreiking van de Michelingids voor 2022 ontving Flore direct twee Michelinsterren en de groene ster, een onderscheiding voor een duurzame keuken. In 2024 had de zaak 17,5 van de 20 punten in de Franse GaultMillau-gids.
De zaak hoort volgens de Nederlandse culinaire gids Lekker sinds de opening al bij de beste 100 restaurants van Nederland. Ze kwamen in 2022 binnen op plaats 16. Daarna stegen ze verder naar hekkensluiter van de top 10 van beste eetgelegenheden van het land, vervolgens op plaats 6 en het jaar daarna 8.